# Вулиця альтернативи, 4
«Вулиця альтернативи, 4» (пол. Alternatywy 4) — польський комедійний телесеріал, який був завершений у 1983 році, але через цензуру вперше вийшов в ефір лише у 1986 році. У серіалі з'явилося багато відомих польських акторів. Місцем знімань був житловий комплекс, який досі існує на вулиці Марії Ґжеґожевської, 3 у Варшаві. Серіал був сатирою на життя за часів комуністичного правління в Польщі.
Діалоги, які мали на меті висміяти абсурдність тогочасного повсякденного життя, мали бути написані так, щоб їх схвалила цензура. Вже тоді деякі сцени довелося вилучити з остаточного монтажу. Через тридцять років після того, як серіал був знятий, він пройшов цифрову реконструкцію, і спочатку видалені сцени були додані, після того, як вони були знайдені в архівах TVP.

## Назва
Назва серіалу — результат суперечки між місцевими депутатами про те, як назвати нову вулицю в забудові (у першій серії). Роздратований відсутністю консенсусу, один з них жартує: «Має ж бути якась альтернатива».

## Сюжет
Серіал розповідає про мешканців новозбудованого житлового комплексу у Варшаві, які отримали житло після довгих років терплячого очікування. Вони походять з різних верств суспільства і мають яскраво виражені характери, а їхня щоденна взаємодія часто призводить до кумедних ситуацій. Головний герой — Станіслав Аньол, підступний і хитрий управитель будинку, який намагається встановити контроль над кожним мешканцем. Щоб вижити, мешканцям доводиться долати виклики бюрократії та дрібної політики. Серед мешканців є Котек і Колек — кранівник і лікар, які мають схожі прізвища, через що їх помилково поселяють в одну квартиру. Тут є вуличний алкоголік Юзеф Бальцерек, який намагається приховати свої злочинні махінації від пильного погляду Аньола. Є молода дівчина Єва Маєвська, єдиною віддушиною від банальності життя якої є таємна нічна робота стриптизеркою.
Обставини життя героїв різні, але всі вони стикаються з химерними дивацтвами тогочасної Польщі, зображеними в сатиричному ключі.

## Акторський склад
- Роман Вільгельмі — Станіслав Аньол, колишній голова комуністичного комітету, якого понизили в посаді, і він стає управителем у новому житловому комплексі.
- Броніслав Павлік — Діонізій Ціхоцький, літній чоловік, який вперто бореться з бюрократичною помилкою, що позбавляє його житла.
- Станіслава Целінська — Божена Левицька, домогосподарка, яка намагається переконати свого апатичного партнера Зенобіуша Фурмана одружитися з нею.
- Зофія Червінська — Зофія Бальцеркова, дружина злочинця та алкоголіка Юзефа Бальцерека, яка зазнала насильства
- Божена Дикель — Мецька Аньолова, слухняна дружина управителя, яка допомагає чоловікові шпигувати за мешканцями будинку.
- Казімєж Качор — Зиґмунт Котек, оператор автокрана, який живе в одній квартирі з чоловіком зі схожим прізвищем.
- Войцех Покора — доцент Зенобіуш Фурман, затятий мисливець, який працює інформатором управителя будинку і накликає на себе гнів сусідів.
- Вітольд Пиркош — Юзеф Бальцерек, кмітливого вуличного злочинця та алкоголіка з колекцією цінних домашніх голубів.
- Мечислав Войт — професор Ришард Домб-Розвадовський, професор права та інтелектуал-дисидент, до якого часто звертаються мешканці будинку

## Пам'ять
У 2005 році одна з вулиць в районі Урсинува, де відбувалися події серіалу, була офіційно названа «вулицею альтернативи» на згадку про серіал. На житловому будинку, де було знято більшість сцен, встановлено меморіальну дошку, на якій, окрім власне назви вулиці, також міститься напис: «Колишня вулиця альтернативи, 4».